# سيد حسن (زلاغي الغربي)
سید حسن (بالفارسية: سیدحسن) هي منطقة سكنية تقع في إيران في قسم زلاغي الغربي الریفي. يقدر عدد سكانها بـ 37 نسمة بحسب إحصاء 2016.